# Cesare Orsenigo
Cesare Vincenzo Orsenigo (13 de dezembro de 1873 - 1 de abril de 1946) foi Núncio Apostólico na Alemanha de 1930 a 1945, durante o surgimento da Alemanha nazista e da Segunda Guerra Mundial. Era a ligação diplomática direta entre o Papa Pio XI e o Papa Pio XII e o regime nazista, reunindo-se várias vezes com Adolf Hitler, oficiais de alto escalão e diplomatas.

## Biografia
Cesare Orsenigo nasceu em Villa San Carlo, próximo a Olginate, Valgreghentino. Sacerdote ordenado em 5 de julho de 1896, em Monza. Ele então trabalhou na pastoral na Arquidiocese de Milão e finalmente foi cônego no capítulo da catedral de Milão. Entre 1908 e 1910, as publicações científicas levaram-no para perto de Achille Ratti, que mais tarde se tornou o Papa Pio XI, e o nomeou para o corpo diplomático do Vaticano.
Em 23 de junho de 1922, Monsenhor Orsenigo foi anunciado como Arcebispo titular de Ptolemais na Líbia e núncio apostólico para a Holanda. Recebeu a ordenação episcopal em 25 de junho, na igreja de San Carlo al Corso, pelo Cardeal Pietro Gasparri, acompanhado do Arcebispo Giovanni Maria Zonghi e do Bispo Agostino Zampini, OESA.
Serviu na Holanda até 2 de junho de 1925, quando foi nomeado núncio na Hungria. Em 14 de fevereiro 1930 foi anunciado como núncio na Alemanha. Quatro dias depois, também recebeu a nunciatura da Prússia. Na Alemanha, ele substituiu Eugenio Pacelli e recebeu sua carta de confirmação em 2 de maio de 1930, do presidente do Reich, Paul von Hindenburg. Durante o mandato de Orsenigo, a Concordata entre o Reich e a Santa Sé foi concluída no verão de 1933. Orsenigo renunciou como núncio da Prússia em 31 de maio de 1934, mas permaneceu no cargo na Alemanha até sua morte.
Desgastado pelos bombardeios, Orsenigo mudou-se para Eichstätt em fevereiro de 1945, onde faleceu um ano depois.

## Ações na Segunda Guerra
Ele acreditava no ideal fascista italiano e esperava que a variedade alemã se desenvolvesse em algo semelhante. Foi uma figura controversa entre seus contemporâneos e continua a ser objeto de críticas históricas por sua defesa de "compromisso e conciliação" com os nazistas, particularmente em relação ao Holocausto. O relacionamento de Orsenigo com os bispos na Alemanha nem sempre foi livre de tensão. De fato, houve vários apelos para que ele fosse chamado de volta. No entanto, nem Pio XI nem Pio XII responderam, pois havia grande preocupação de que nenhum novo núncio pudesse ser credenciado após a possível saída de Orsenigo. De fato, a nunciatura ficou vaga da morte de Orsenigo até a nomeação de Aloisius Joseph Muench em 1951.

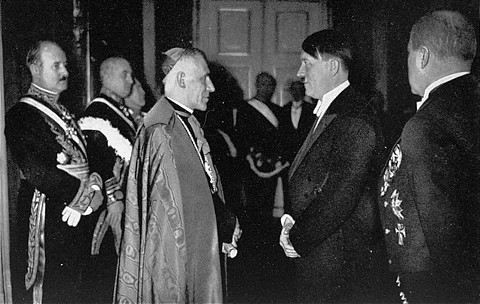
Hitler com Orsenigo em 1935.

Ao longo do mandato, Orsenigo enviou relatórios de Berlim para a Secretaria de Estado do Vaticano e atuou como porta-voz de Roma. Em 16 de fevereiro de 1933, escreveu ao Cardeal Pacelli que seria "ingênuo e incoerente" apoiar o governo nazista recém-eleito, mas que temia que a oposição aberta levasse a um novo Kulturkampf. Em uma carta de março a Pacelli, Orsenigo estimou que seis a sete milhões dos treze milhões de católicos votantes da Alemanha apoiaram o partido nazista. Ainda em março de 1933, ele concluiu que o compromisso e a conciliação eram a única opção, argumentando que as condenações anteriores do nazismo pelos bispos alemães diziam respeito apenas aos seus princípios religiosos, não políticos.
Entre as dezenas de documentos da nunciatura de Berlim nos Arquivos Secretos do Vaticano de 1930 a 1938, apenas quatro contêm referências aos judeus. O núncio rotineiramente se recusava a intervir em nome dos judeus e, na maioria das vezes, deixava de encaminhar a Roma relatórios descritivos ou críticos do Holocausto. De acordo com Phayer, "quando o núncio foi orientado pela Santa Sé a discutir incidentes envolvendo vítimas judias com autoridades nazistas, ele o fez timidamente e com constrangimento". Orsenigo opinou que sem a cooperação dos nazistas a Igreja alemã não poderia esperar derrotar o liberalismo, o socialismo, o comunismo, o anarquismo e o bolchevismo. Após a conclusão do Reichskonkordat, Orsenigo pediu aos bispos alemães que apoiassem o regime nazista.
Em novembro de 1933, o Arcebispo enviou ao Vaticano um rascunho do discurso que ele deveria proferir perante o presidente von Hindenburg e Hitler, o novo chanceler. O secretário de Estado, Cardeal Eugenio Pacelli, apagou todo o parágrafo sobre Hitler e sugeriu, em nome do Papa, "que os elogios contidos no discurso" deveriam "ser, sem dúvida, moderados, em consideração às graves dificuldades às quais a Igreja está agora exposta na Alemanha". No rascunho de um discurso para o final de 1936, o Arcebispo Orsenigo descreveu Hitler como "'Duce' do povo alemão". Na resposta codificada de Pacelli em nome do Papa, o núncio foi instruído a eliminar essas palavras e toda a parte que elogia a atividade do Führer.
Novamente em 1936, Orsenigo pediu instruções a Roma sobre um convite de Hitler para comparecer a uma reunião do Partido Nazista em Nuremberg, junto com todo o corpo diplomático. A resposta codificada do secretário de Estado do Vaticano foi: "O Santo Padre acha preferível que Vossa Excelência se abstenha, tirando alguns dias de férias". No rascunho do discurso de Ano Novo de 1937, o Arcebispo fez referência às Olimpíadas de Berlim de 1936, mas o Cardeal Pacelli pediu que ele a excluísse. 1937 foi o ano da encíclica "Mit Brennender Sorge", que atacou o regime nazista. Mais tarde, o núncio foi convidado, com o corpo diplomático, para uma recepção no aniversário de Hitler. Ele perguntou ao Vaticano se ele deveria comparecer, que respondeu recomendando a não participação em qualquer homenagem ao Führer. O discurso de Ano Novo de 1938 foi o mais sóbrio proferido pelo Arcebispo Orsenigo. Ele se concentrou na paz; de fato, na necessidade de atingir a "paz real". O Cardeal Pacelli aprovou o discurso e não fez nenhuma correção.
Contudo, com Pacelli como Pio XII, Orsenigo felicitou Hitler calorosamente e publicamente em 1939, no quinquagésimo aniversário do Führer. Em uma nota de 1940 a Pio XII, Orsenigo novamente argumentou a favor da conciliação, declarando seus medos de religiosidade perdida entre os católicos alemães, a menos que o clero apaziguasse o regime e aliviasse os membros da Igreja de um conflito de consciência.